# Ignaz Venetz
Ignaz (Ignace) Venetz (21 de marzo de 1788-20 de abril de 1859) fue un ingeniero en caminos, hidrólogo, naturalista, y glaciólogo suizo; reconocido como uno de los primeros científicos en reconocer glaciares como una fuerza importante en la formación de la tierra, jugando un papel destacado en la fundación de la glaciología.

## Biografía
Venetz era de una familia largamente establecido en el Valais, donde trabajó como ingeniero cantonal, primero en Valais y luego en Vaud, hasta 1854·. Como ingeniero cantonal dirigió el intento, finalmente infructuoso, para drenar el lago represado de hielo que se había formado después del invierno volcánico de 1816, en los altos del Val de Bagnes; el dique de hielo falló catastróficamente el 16 de junio de 1818. Trabajó principalmente en zonas del cantón Valais, en el occidente de los Alpes.
Venetz fue el responsable de la corrección del Ródano, en Valais para limitar sus inundaciones, con la construcción de diques. El diseño lo inició en 1825 sobre el Bajo Valais, pero no fue hasta el 1836 que los cantones de Vaud y de Valais estuvieron de acuerdo. El trabajo se extendió durante toda la segunda mitad del siglo XIX. También participó, en 1843, en la corrección de la región de Broye.
En 1821, completó el primer borrador de su trabajo "Mémoire sur les Variations de la température dans les Alpes de la Suisse", sugiriendo que gran parte de Europa había estado en el pasado, cubierta por glaciares. Tal libro fue publicado en 1833, después de una investigación adicional en los Alpes suizos, siete años antes que Louis Agassiz publicase su famoso texto Étude sur les glaciers (Estudio sobre Glaciares).

## Otras publicaciones
- ignaz Venetz. 1825. Dans le courant de décembre dernier on a fait circuler pendant la tenue de la Diète de la République du Vallais une lettre adressée à un président de Dizain: dans laquelle on a jugé à propos de dénaturer complètement l'entreprise que j'ai tentée, depuis deux ans, pour la destruction du glacier ... Editor s.n., 2 pp.

- --------------------, dr. Lusser, charles Lardy, arnold Escher von der Linth, bernhard Studer, carl Brünner. 1829. Géologie des Alpes suisses

- --------------------. 1817. Catalogus plantarum in Valesia sponte nascentium

### Libros
- ignaz Venetz. 1861. Mémoire sur l'extension des anciens glaciers, renfermant quelques explications sur leurs effets remarquables. Editor Allgemeine schweizerische Gesellschaft für die gesammten Naturwissenschaften, 33 pp.

- --------------------. 1856. Mémoire sur les variations de la température dans les Alpes de la Suisse. 38 pp.

- --------------------. 1825a. Apologie des travaux du glacier de Giètroz, contre les attaques réitérées de M. le Chanoine Blanc, chapelain à Bagnes. Editor	Chez A. Advocat, 23 pp.

- --------------------. 1825b. Le Grand-Saint-Bernard: 1830. Suivi de, Apologie des travaux du glacier de Giétroz : 1825. Edición reimpresa de Editions à la carte, 78 pp. ISBN 2-88464-200-5